# Forêt nationale de Tefé
La forêt nationale de Tefé (portugais : Floresta Nacional de Tefé) est une forêt nationale brésilienne. Elle se situe dans la région Nord, dans l'État de l'Amazonas.
Le parc fut créé en 1989 et couvre une superficie de 865 126,62 hectares.
Il s'étend sur le territoire de la municipalité de Tefé.